# 平塚益徳
平塚 益徳（ひらつか ますのり、1907年6月19日 - 1981年3月10日）は、日本の教育学者、キリスト教学者。九州大学名誉教授。日本比較教育学会会長を長く努めた。

## 来歴
上富坂教会牧師・平塚勇之助（1873－1953）の次男として東京に生まれる。聖学院中学校、旧制水戸高等学校を経て、東京帝国大学卒。1936年、国民精神文化研究所嘱託（- 1938年）、1939年、広島高等師範学校教授（- 1944年）、1944年、九州帝国大学法文学部教授、1951年同大学教育学部教授。1953年、九州大学教育学部長。
1960年日本人初のユネスコ本部教育局長。1963年国立教育研究所長（- 1978年）。同研究所において『日本近代教育百年史』全10巻を完成させた。1965年、日本比較教育学会の創設に関わり、初代会長に就任する。
1962年、文学博士（九州大学）。論文の題は「旧約智恵文学に現われたイスラエルの教育・倫理思想の研究 」。

## 著書
- 『旧約聖書の教育思想 知慧文学を中心として』目黒書店、1935
- 『イスラエル民族の女性観と女子教育』基督教モノグラフ叢書 日独書院、1935
- 『日本基督教主義教育文化史』基督教教程叢書 日独書院、1937
- 『近代支那に於ける基督教々育の概況』興亜院、1940
- 『近代支那教育文化史 第三国対支教育活動を中心として』目黒書店、1942
- 『日本のゆくえ ハドソン河畔の旅窓から』洋々社、1956
- 『旧約聖書の教育思想 智慧文学の研究』日本基督教団出版部、1957
- 『ヨーロッパの道徳教育』民主教育協会 IDE教育選書、1958
- 『日本のゆくえと道徳教育』福村書店、1959
- 『教育の民主主義 バランスの原理』民主教育協会 IDE教育選書、1960
- 『こども・家庭・社会 教育の民主主義 その2』民主教育協会 IDE教育選書 、1961
- 『日本教育の進路 道徳教育の根本問題』広池学園出版部、1964
- 『民主主義社会の青年 その特色とあり方』広池学園出版部 れいろうブックス、1967
- 『お茶の間の教育学 つみ重ねられた人間の智慧』広池学園事業部、1969
- 『価値ある人生 かく信じかく訴える』広池学園事業部、1976
- 『日本の運命と教育』広池学園事業部、1976
- 『序文 人生の真実を求めて』教育開発研究所、1978
- 『日本教育の大勝利 日本の教育史から観た現状と将来』カルティヴェイト21、1981
- 『平塚益徳講演集』平塚博士記念事業会編、教育開発研究所、1985
- 『平塚益徳著作集』全5巻、教育開発研究所、1985
第1巻 (日本教育史)
第2巻 (中国近代教育史)
第3巻 (西洋教育史)
第4巻 (宗教・道徳・家庭教育)
第5巻 (教育時論)

### 共編著
- 『人物を中心とした女子教育史』編著、帝国地方行政学会、1965
- 『教育事典』沢田慶輔,吉田昇共編、小学館、1966
- 平塚勇之助『慈川余香』平塚道雄共編、広池学園出版部、1967
- 『世界の教師 養成・地位・生活』編、帝国地方行政学会、1967
- 『現代の教師に訴える』上田薫ほか共著、明治図書出版 明治図書新書、1968
- 『進路指導実践講座』第1-2 沢田慶輔共編、文教書院、1968-69
- 『日本の家庭と子ども 今日における家庭の教育機能を探る』編、金子書房、1973

### 翻訳
- J.A.ラワリーズ『科学・道徳・モラロジー』監訳、モラロジー研究所、1976

## 参考
- コトバンク
- 『神によりてやすし、平塚勇之助自伝』ヨルダン社、1989、